# Olof Tempelman

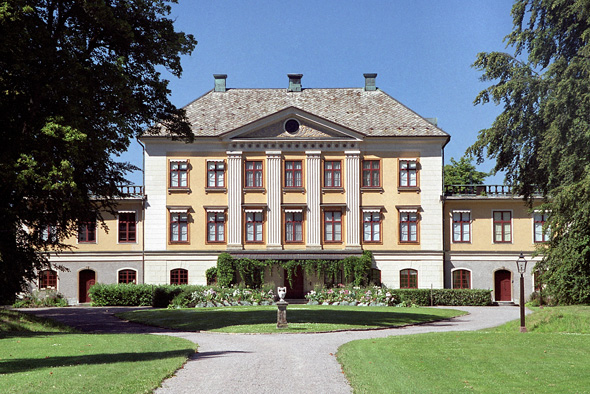
Herrenhaus Hellekis

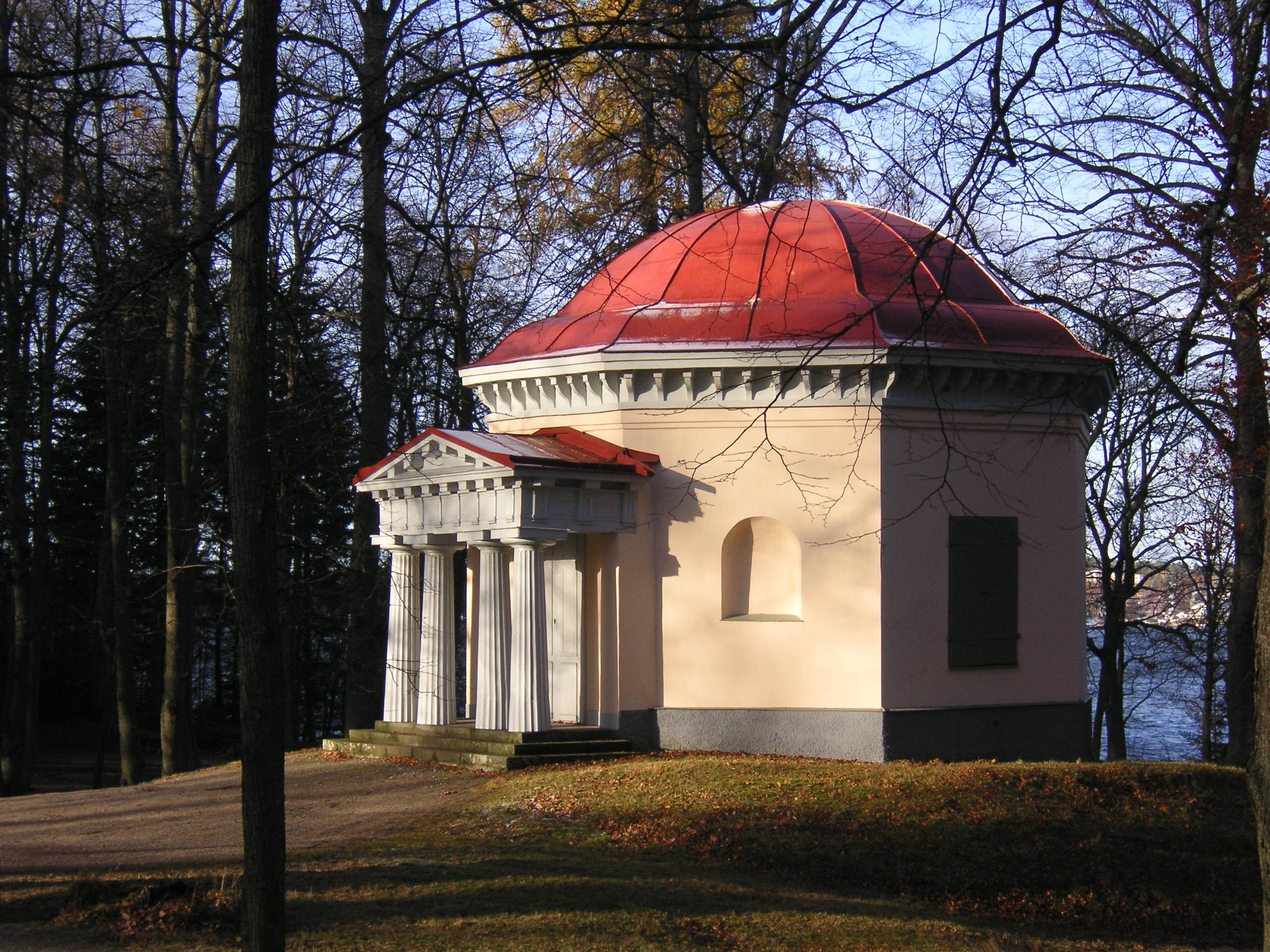
Pavillon von 1790 in Botkyrka

Olof Samuel Tempelman (* 21. Februar 1745 in der Kirchengemeinde Källstad, Provinz Östergötlands län; † 27. Juli 1816 in Stockholm) war ein schwedischer Architekt. Er gilt als ein wichtiger Vertreter des Gustavianischen Stils.

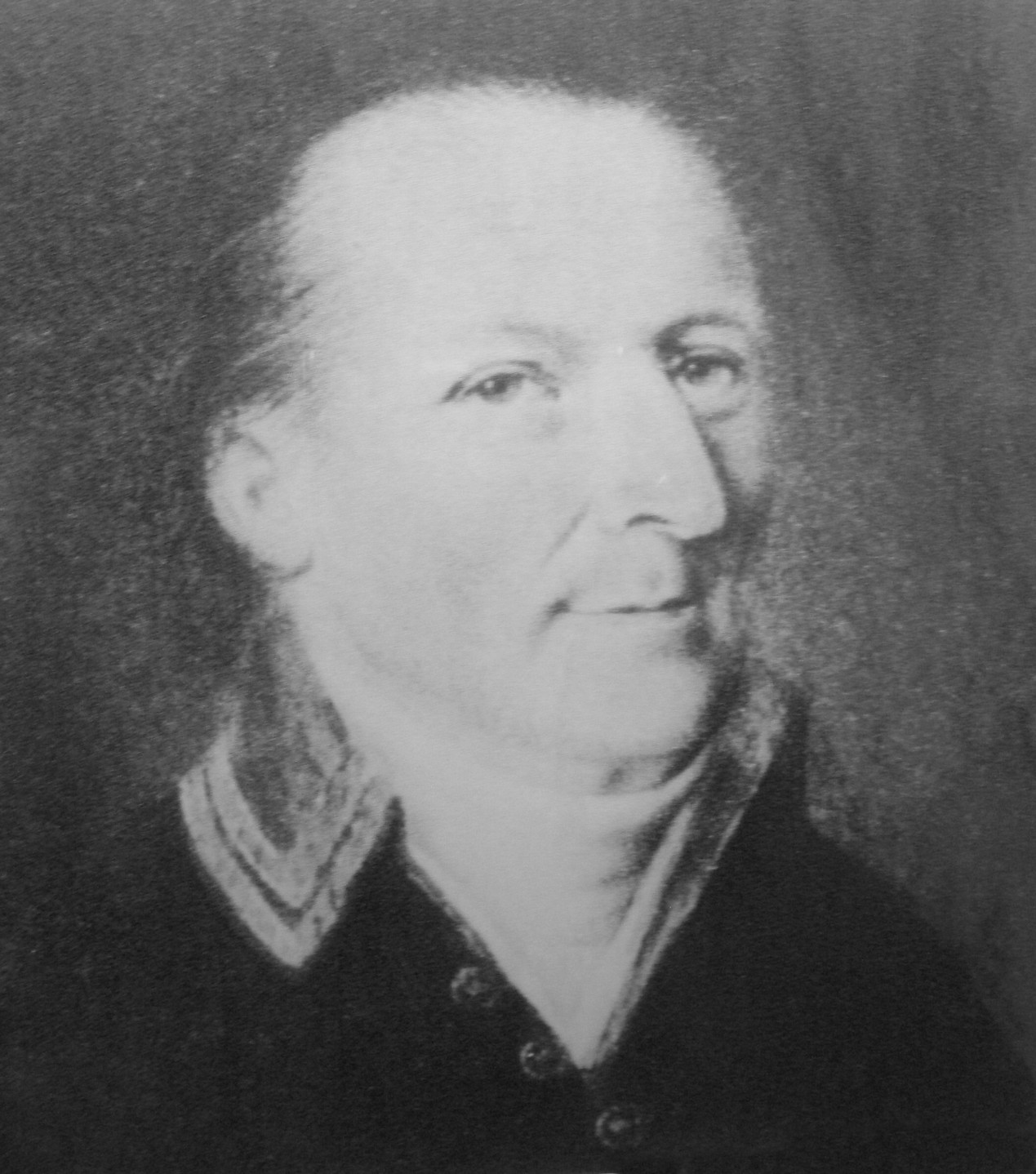
Olof Tempelman

Olof Tempelman begann 1763, in Uppsala Theologie und Humaniora zu studieren, wandte sich aber dann den Naturwissenschaften zu. 1769 wurde er als Kopist an der Baubehörde angestellt, wo er sich für Architektur zu interessieren begann. 1779 wurde er Professor an der Kunstakademie. Im Anschluss an seine Ernennung unternahm er Reisen nach Italien, Frankreich und Deutschland, wo er neoklassizistische Einflüsse aufgriff. In den folgenden Jahren entwickelte er sich zu einem wichtigen Vertreter des gustavianischen Stils. Zu seinen Hauptwerken gehören der Pavillon Gustavs III. im Hagapark (1787), der zu einem Vorbild für spätere Herrenhäuser wurde, das Gymnasium von Härnösand (1785), das Botanikum in Uppsala (1787) und die Kirche von Forsmark (1793). Weitere Werke sind das Herrenhaus Hellekis u. a. 1799 erfolgte die Ernennung zum Hofarchitekten.
Olof Tempelman heiratete 1782 Britta Elisabet Gylenstam in erster Ehe, die zwei Jahre später starb, und 1804 Dorothea Catherina Pagenkopff in zweiter Ehe. Eine Tochter aus der ersten Ehe starb noch im Säuglingsalter und von den fünf Kindern aus zweiter Ehe überlebten nur drei Mädchen das Kindheitsalter.
| Personendaten    | Personendaten                               |
| ---------------- | ------------------------------------------- |
| NAME             | Tempelman, Olof                             |
| ALTERNATIVNAMEN  | Tempelman, Olof Samuel (vollständiger Name) |
| KURZBESCHREIBUNG | schwedischer Architekt                      |
| GEBURTSDATUM     | 21. Februar 1745                            |
| GEBURTSORT       | Församling Källstad, Östergötlands län      |
| STERBEDATUM      | 27. Juli 1816                               |
| STERBEORT        | Stockholm                                   |